# Pentecostalismo
El pentecostalismo o movimiento pentecostal es un movimiento evangélico de iglesias que recalcan la doctrina del bautismo en el Espíritu Santo, cuya manifestación contemporánea se catalizó a partir del llamado Avivamiento de la Calle Azusa dirigido por el pastor afroamericano William J. Seymour en una Iglesia Metodista Episcopal Africana de Los Ángeles, California, en 1906. Los términos «pentecostalismo» y «pentecostal» se derivan de Pentecostés, una celebración judía también llamada la Fiesta de las Primicias. Para los protestantes, este acontecimiento conmemora el descenso del Espíritu Santo sobre los discípulos de Jesús, como se describe en el capítulo dos del libro de Hechos de los Apóstoles.
Este movimiento carece de un dirigente mundial ya que está conformado por varias organizaciones e iglesias que presentan un cuerpo de autoridades sobre sí mismas. En la actualidad, el pentecostalismo tiene cuatro corrientes importantes: el pentecostalismo histórico y pentecostalismo clásico, el pentecostalismo unicitario y el movimiento carismático o neopentecostalismo (que incluye  movimiento carismático evangélico de segunda ola, neo-carismáticos de la tercera ola, y la renovación carismática católica).
Una iglesia pentecostal puede trabajar de forma independiente o estar afiliada a una organización religiosa, ministerio o apostolado de mayor cobertura. Sus ritos, prácticas y costumbres dependen de la corriente con la cual se identifique.
Las iglesias pentecostales se financian a través del pago de diezmos, primicias y donaciones, así como a través de inversiones en la bolsa de valores y diversos negocios como el mercado inmobiliario y el negocio de las telecomunicaciones.

## Historia

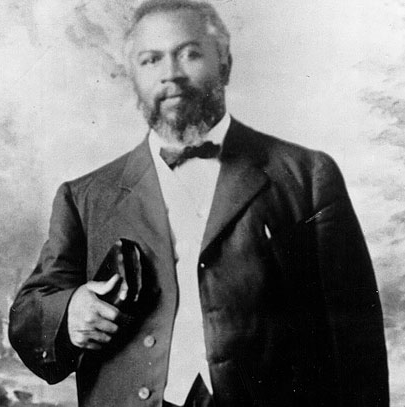
William J. Seymour, iniciador del movimiento pentecostal.

El pentecostalismo surgió de varios despertares que tuvieron lugar a principios del siglo XX. El Gran Despertar Pentecostal comienza con el pastor estadounidense Charles Fox Parham, en Topeka (Kansas) en 1901. Después de una experiencia inicial de “hablar en lenguas (glosolalia) en Bethel Bible College en Topeka, en Kansas, en los Estados Unidos, el 1 de enero de 1901, afirma según las epístolas del apóstol Pablo (por ejemplo en primera epístola de Pablo a los Corintios en el capítulo 12 y versos 4 al 10) que la glosolalia era una verdadera señal del bautismo en el Espíritu Santo, doctrina esencial del pentecostalismo. Se organizarán varios campamentos de oración bajo su liderazgo.
En 1905 William J. Seymour se convirtió en un alumno del seminario de reciente formación fundado por Charles Fox Parham en Houston. Por ser negro, Seymour tenía que oír las clases fuera del salón, al lado de una ventana. Allí conoció los principios fundamentales del movimiento de Santidad. Llegó a Los Ángeles el 22 de febrero de 1906, y en dos días estuvo predicando en la iglesia de Julia Hutchins en la esquina de la Calle Novena y avenida Santa Fe. Durante su primer sermón, él predicó que el hablar en lenguas fue la primera evidencia bíblica del bautismo inevitable en el Espíritu Santo. Al domingo siguiente, 4 de marzo, volvió a la iglesia y encontró que Hutchins había cerrado con candado la puerta. Ancianos de la iglesia rechazaron la enseñanza de Seymour, principalmente porque él no había experimentado aún la manifestación de la que estaba predicando. También provino censura de su mensaje de la Asociación de la Iglesia de Santidad del Sur de California con la que la iglesia tenía afiliación. Sin embargo, no todos los miembros de la iglesia de Hutchins rechazaron la predicación de Seymour. Él fue invitado para quedarse en la casa de un miembro de la congregación de Edward S. Lee, y él empezó a celebrar los primeros estudios bíblicos y reuniones de oración allí. Luego del reavivamiento de la Calle Azusa de 1906 dirigido por William Seymour en Los Ángeles, California, el pentecostalismo clásico se comenzó a extender por distintas localidades y países del mundo.
En 1907, Charles Harrison Mason, cofundador de la Iglesia de Dios en Cristo, fue a Los Ángeles para investigar el Reavivamiento de la Calle Azusa.  Durante su visita, afirmó haber recibido el bautismo del Espíritu Santo y haber tenido una experiencia de glosolalia. A su regreso a Jackson, Misisipi, el relato de su experiencia encontró cierta oposición. Los líderes no estuvieron de acuerdo en que “hablar en lenguas” fuera una prueba obligatoria del bautismo del Espíritu Santo. En 1907, en la convocatoria de la Iglesia en Jackson, se produjo una división entre Jones y otros líderes sobre este tema. Mason fue expulsado por aceptar creencias pentecostales y convocó una reunión en Memphis a finales de año que inició la reorganización de la Iglesia.

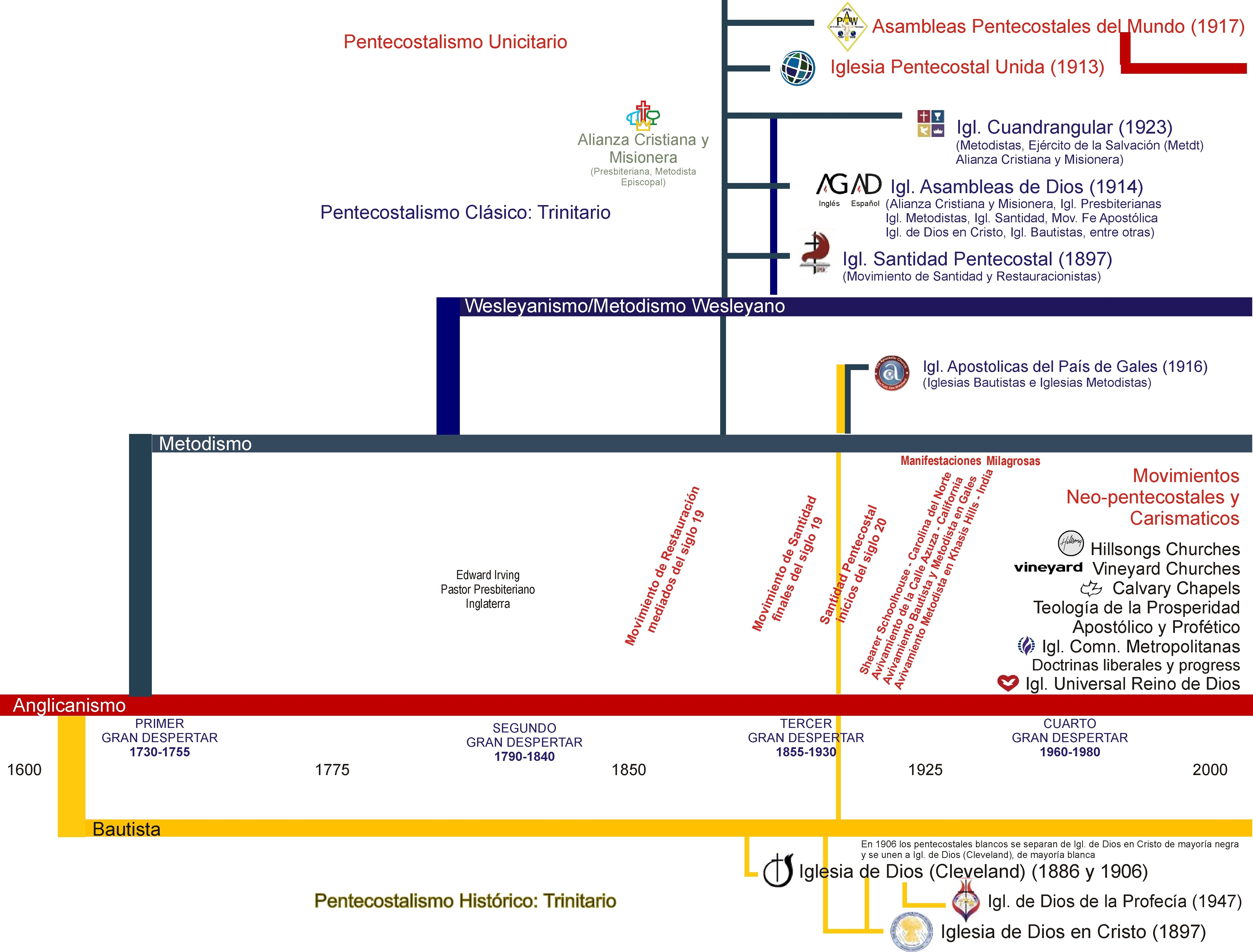
Desarrollo y evolución de las principales denominaciones pentecostales

A partir de 1911, muchos ministros blancos afiliados a la Iglesia de Dios en Cristo expresaron su descontento con el liderazgo afroamericano.  En 1913, 353 ministros blancos formaron una nueva iglesia, que dio sus propias credenciales, aunque todavía usaba el mismo nombre (Iglesia de Dios en Cristo). Sin embargo, entre 1913 y 1914, muchos grupos pentecostales tuvieron controversias doctrinales con respecto a la Santísima Trinidad y en cuanto al nombre de quién o de quiénes debía efectuarse el bautismo en agua. El 20 de diciembre de 1913, convocó a todas las iglesias pentecostales trinitarias a un concilio con el fin de organizarse mejor.  Bell, contrario a los pentecostales unicitarios, fue uno de los pastores que optaron por continuar con la doctrina de la Santísima Trinidad. 

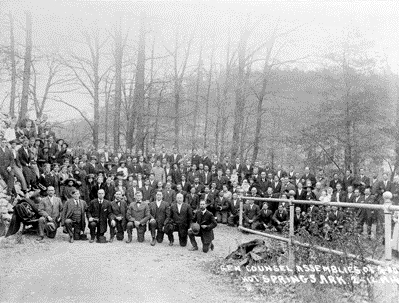
Primer Concilio de las Asambleas de Dios, celebrado en 1914 en Hot Springs.

El grupo de ministros blancos liderados por el pastor E.N. Bell se reunió en el primer Concilio General de las Asambleas de Dios, entre el 2 y el 7 de abril de 1914 en la ciudad estadounidense de Hot Springs, Arkansas. Asistieron una mayoría de ministros pentecostales supremacistas blancos, aunque asistió el fundador de la Iglesia de Dios en Cristo. Sus ministros fundadores se separaron de la Iglesia de Dios en Cristo en desacuerdo con la supervisión de las poblaciones minoritarias.

## Estadísticas
Las Asambleas de Dios, la denominación pentecostal más grande del mundo, tendría 53 700 000 miembros en 2022. Las otras denominaciones pentecostales internacionales importantes son la Iglesia Apostólica con 15 000 000 de miembros, la Iglesia de Dios (Cleveland) con 36 000 iglesias y 7 000 000 de miembros, la Iglesia Cuadrangular con 67 500 iglesias y 8 800 000 miembros.
Entre los censos realizados por las denominaciones pentecostales publicados en 2020, los que afirmaron la mayoría de los miembros estaban en cada continente:
En África, la Iglesia cristiana de los redimidos de Dios, con 14 000 iglesias y 15 millones de miembros.
En América del Norte, las Asambleas de Dios en EE. UU. con 12 986 iglesias y 1 810 093 miembros.
En América del Sur, la Convención General de las Asambleas de Dios en Brasil con 12 000 000 de miembros.
En Asia, la Iglesia Bethel de Indonesia con 5000 iglesias y 3 000 000 de miembros.
En Europa, las Asambleas de Dios de Francia con 658 iglesias y 40 000 miembros.
En Oceanía, las Iglesias cristianas australianas (Asambleas de Dios) con 1000 iglesias y 275 000 miembros.

## Creencias

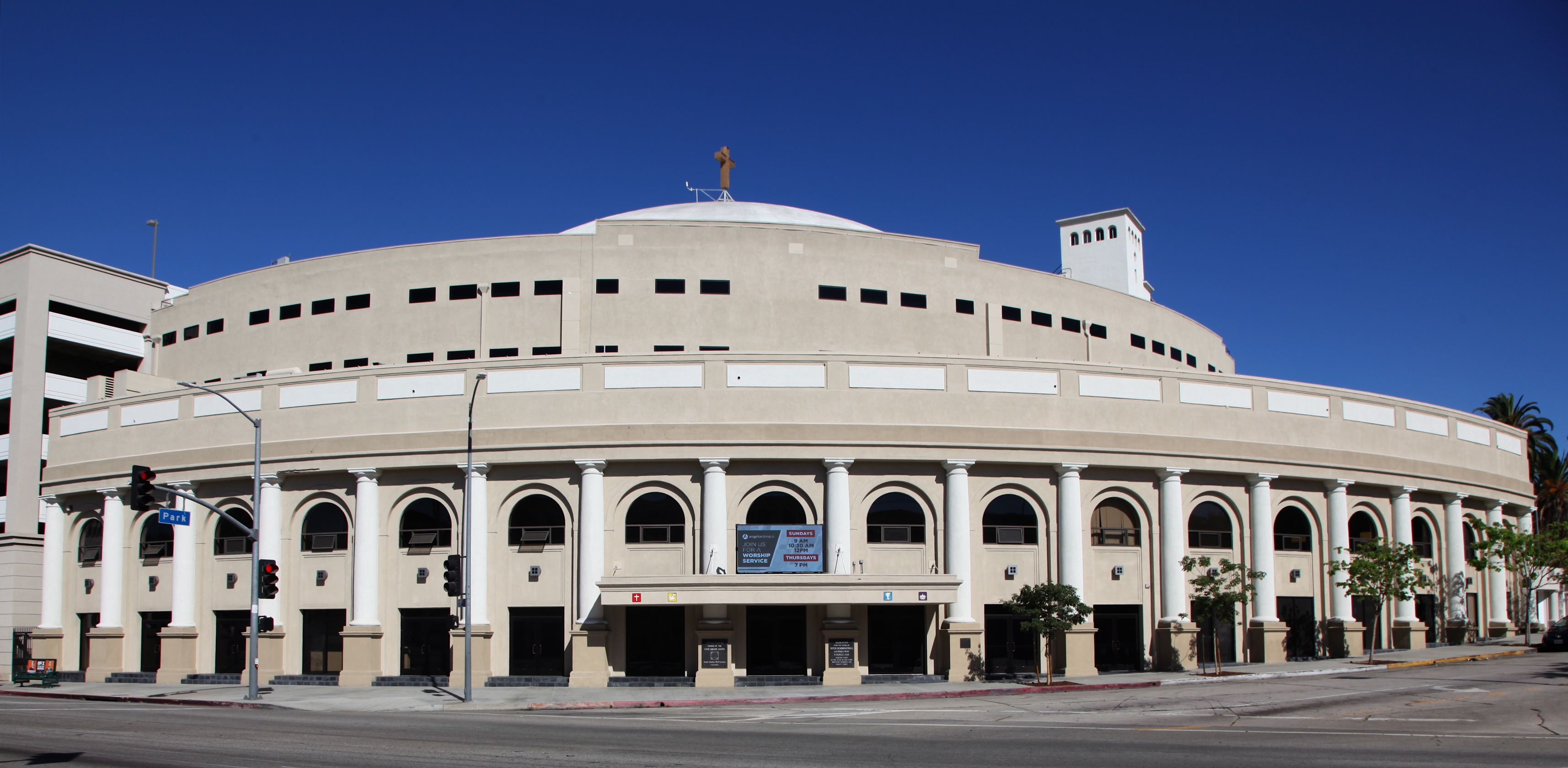
El Templo del Ángelus en Los Ángeles, California, Estados Unidos, sede de la Iglesia Internacional del Evangelio Cuadrangular.

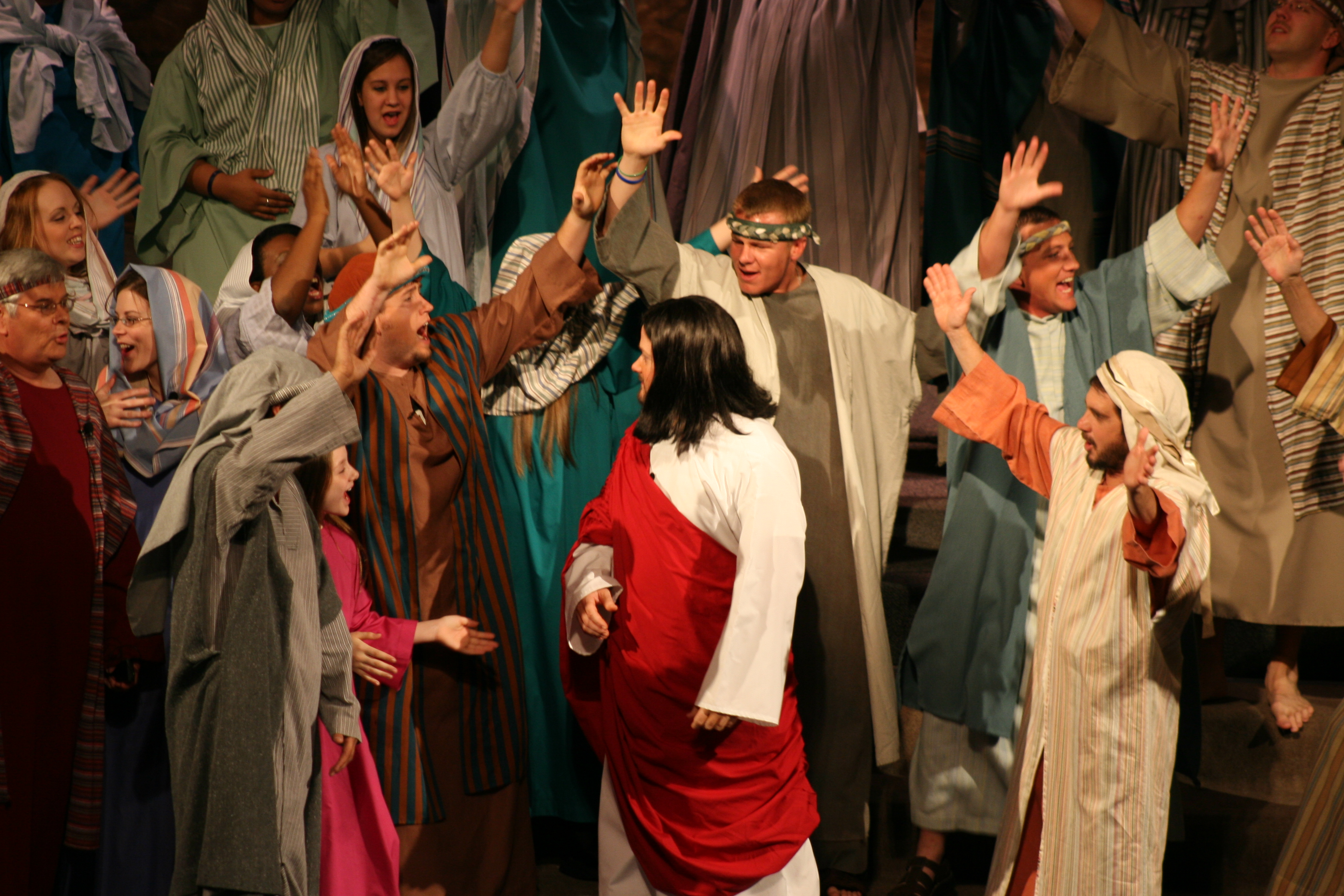
Escena del drama anual de Semana Santa de la compañía Garywood Easter Drama, de Asamblea de Dios, en 2007.

La teología pentecostal retoma la teología evangélica y se basa en las creencias de la Iglesia de creyentes.
Una de las características distintivas del pentecostalismo es la importancia que se le da al Espíritu Santo, y al bautismo del Espíritu Santo con glosolalia como prueba obligatoria.
Los pentecostales creen que Dios se puede manifestar de diversas maneras sobrenaturales, tales como señales o la realización de prodigios, milagros o dones: dones de sabiduría, de conocimiento, la capacidad de sanar gente y realizar otros milagros a través de la fe, de recibir profecías, de discernir espíritus entre ángeles o demonios y de hablar e interpretar otros idiomas.
Los pentecostales creen en las posesiones demoníacas y en los exorcismos, los cuales, sostienen, pueden ser ejecutados por creyentes consagrados a Dios y previamente expuestos al ayuno. Para ellos, las razones por las cuales una persona puede ser poseída por un demonio son esotéricas o bien están relacionadas con actos que consideran impropios para un cristiano.

### Ordenanzas

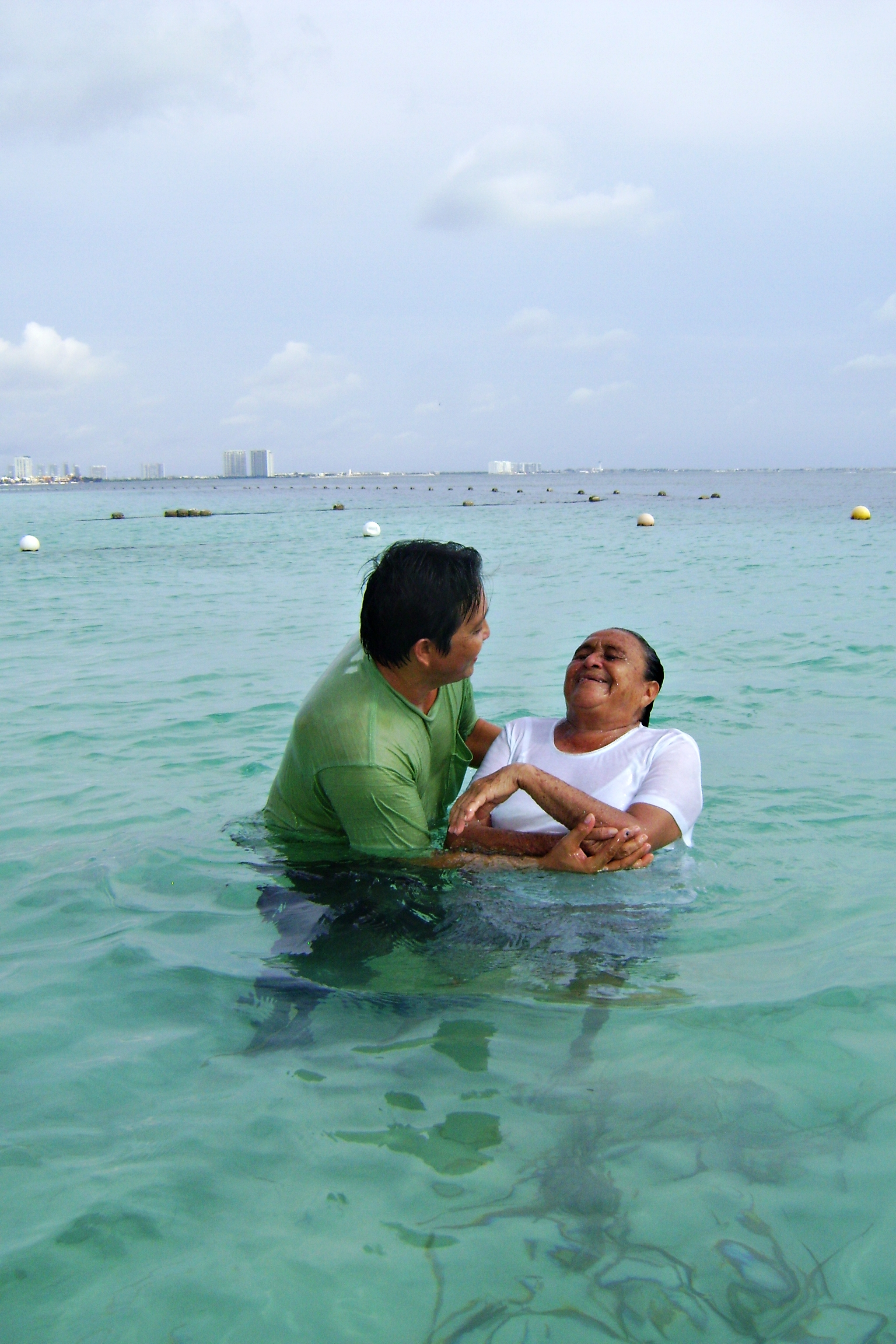
Bautismo por inmersión realizado por un pastor de las Asambleas de Dios en una playa de Cancún.

Los pentecostales practican diversas actividades consideradas por ellos como ordenanzas, y que buscan emular momentos adjudicados por la Biblia a Jesús de Nazaret.
Los pastores y misioneros pueden realizar bautismos por inmersión, los cuales, a diferencia del catolicismo, generalmente son realizados a adultos y por voluntad propia; los recién nacidos, al ser considerados incapaces de arrepentirse todavía por sus pecados, solo son presentados ante el ministro o pastor de la iglesia. Ministros, pastores o diáconos también pueden dirigir representaciones simbólicas de la Santa Cena. Otra actividad de varias iglesias pentecostales es la del lavatorio de pies, como símbolo de humildad entre sus pares.

## Culto

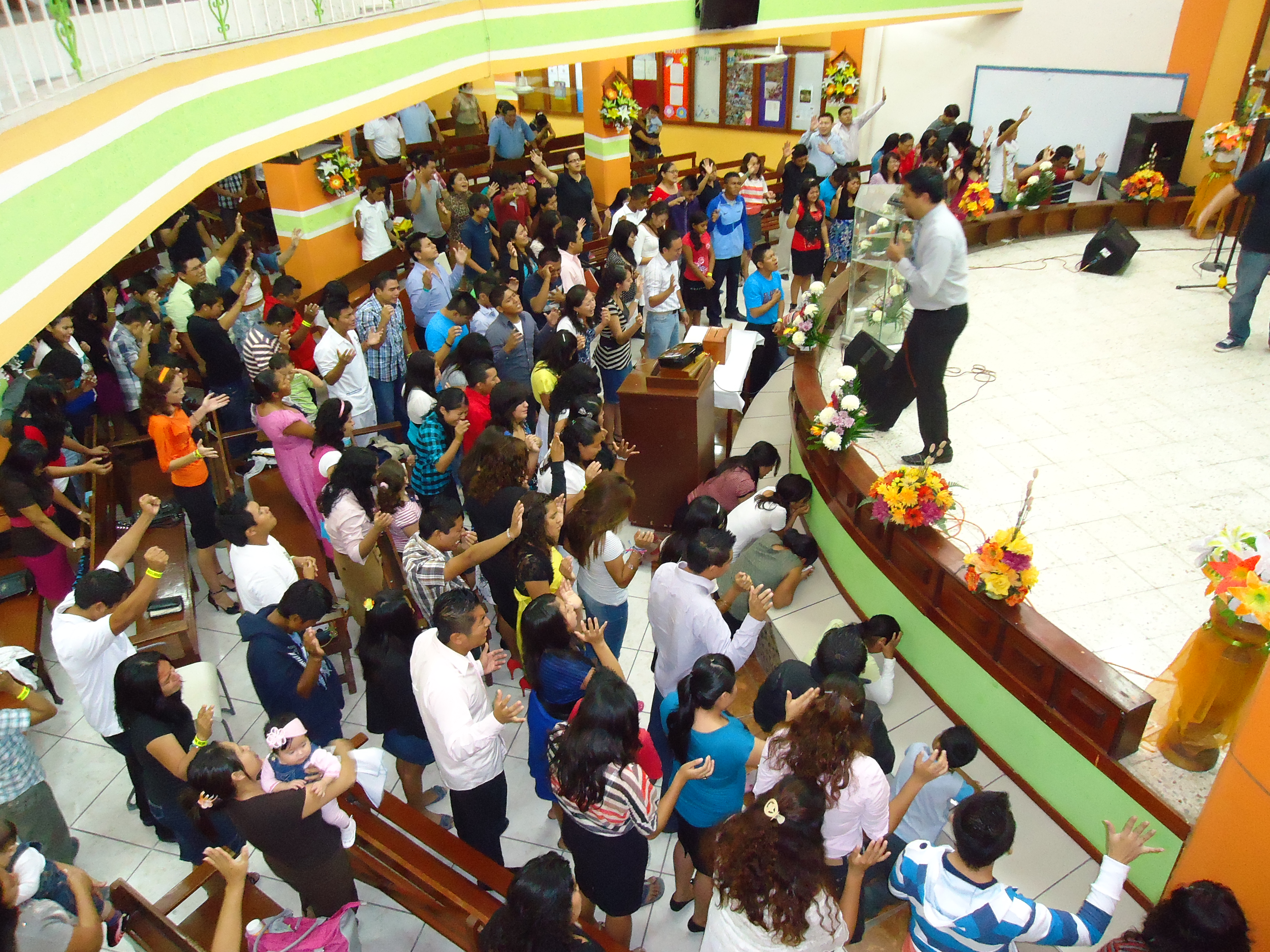
Servicio en el Centro de Fe Emanuel, afiliado a las Asambleas de Dios, en Cancún, en México.

El servicio pentecostal varía según la iglesia, organización o corriente pentecostal, pero su principal actividad es la lectura tanto del Antiguo Testamento como del Nuevo Testamento. Durante las ceremonias se suelen interpretar himnos y otros cantos de alabanza de variados estilos, acompañados de música en vivo, aplausos, coros, exclamaciones de júbilo y pasos de danza dirigidos o espontáneos. También se practican la oración conjunta, la predicación de los pastores a los feligreses y la ministración u oración de los pastores o ministros dirigida a los feligreses. Algunos ministros permiten que algunos feligreses digan breves testimonios personales a los demás y se presten para supuestas sanaciones o expiación de demonios.
Dentro de las ceremonias, se recolecta dinero de los feligreses de diferentes maneras:
- Diezmo: aportaciones del diez por ciento de sus salarios.
- Primicias: los primeros frutos de sus árboles y cosechas.
- Ofrendas: donativos opcionales en efectivo.
- Promesas: dinero que «prometen a Dios» que darán a la iglesia.

La administración de los ingresos también depende de cada institución. Mientras que algunas iglesias deben rendir cuentas a organizaciones religiosas más grandes, los ingresos de otras son administrados independientemente por sus líderes directos.

## Organización
Las iglesias pentecostales poseen una organización característica conformada por diversos cargos o ministerios, cuya cantidad y funciones difieren según la iglesia. También difiere el rol de la mujer, pues mientras en algunas iglesias pueden ejercer como líderes, en otras esto les está vedado.
- Diáconos (del griego diákonos: servidor, ayudante). Forman parte del cuerpo gobernante de las iglesias pentecostales. Ayudan al pastor en la toma de decisiones y velan por la seguridad de la iglesia y del pastor, realizan visitas a los enfermos y a otros miembros de la congregación. En ocasiones ministran a los creyentes con la imposición de manos, oran por los enfermos, participan en supuestos exorcismos y ministran la Santa Cena. Para los pentecostales, los diáconos del cristianismo primitivo están retratados en la Biblia, y también podían ser mujeres.[32]
- Apóstoles (del griego apostolos: mensajero, delegado o comisionado especial).[33] Los cesacionistas reservan el término exclusivamente para los apóstoles del Nuevo Testamento, mientras que otras también llaman apóstoles a los nuevos misioneros, aquellas personas que fundan nuevas iglesias, nombran a sus dirigentes y se dedican a evangelizar comunidades cristianas emergentes.[31] En algunas organizaciones de corriente unicitaria y en particular dentro de los pentecostales carismáticos, los apóstoles son dirigentes considerados elegidos de Dios y se estructuran teocráticamente, con los apóstoles en lo más alto de la jerarquía.[34] Dentro de los carismáticos existen «redes apostólicas», agrupaciones de iglesias pentecostales autónomas y ministerios cristianos individuales unidos voluntariamente a una estructura dirigida por un único apóstol, de quien aceptan sus consejos, orientación y mandatos. Para los carismáticos, los miembros de la red son elegidos por intervención divina y no por voluntad de la organización.[31] Las iglesias protestantes y otras iglesias pentecostales clásicas, como las Asambleas de Dios, han criticado duramente estas redes, pues consideran que los apóstoles no le rinden cuentas a nadie, poseen un control e influencia peligrosos sobre sus fieles, y no existe control sobre ellos en cuanto a sus acciones ni a sus lucrativos negocios.[35]
- Profetas (del hebreo nabí y del griego prophetes). Son voceros espirituales. Según los pentecostales, son portadores de un mensaje de Dios dirigido a la iglesia o al mundo y relacionado con el futuro.[33] Los cesacionistas se reservan el término exclusivamente para los profetas de la Biblia, mientras que otras iglesias consideran que existen profetas hasta hoy.[31] Al igual que las redes apostólicas, en grupos carismáticos existen «ministerios proféticos», que según los pentecostales son cargos elegidos por Dios.
- Evangelistas (del griego evangelistés: anunciador o predicador de buenas noticias). En la Biblia se mencionan varios evangelistas, incluyendo al mismo Jesucristo o al apóstol Pablo. En la actualidad, los pentecostales sostienen que todos los cristianos deben ser evangelistas y, por tanto, predicar el evangelio, tanto en lugares públicos como privados. Algunas organizaciones pentecostales han creado credenciales ministeriales para los evangelistas más aptos. Algunos evangelistas han sido criticados por pedir que se les contrate por sus servicios y exigir dinero o mayores privilegios por su actividad evangelizadora.[32]

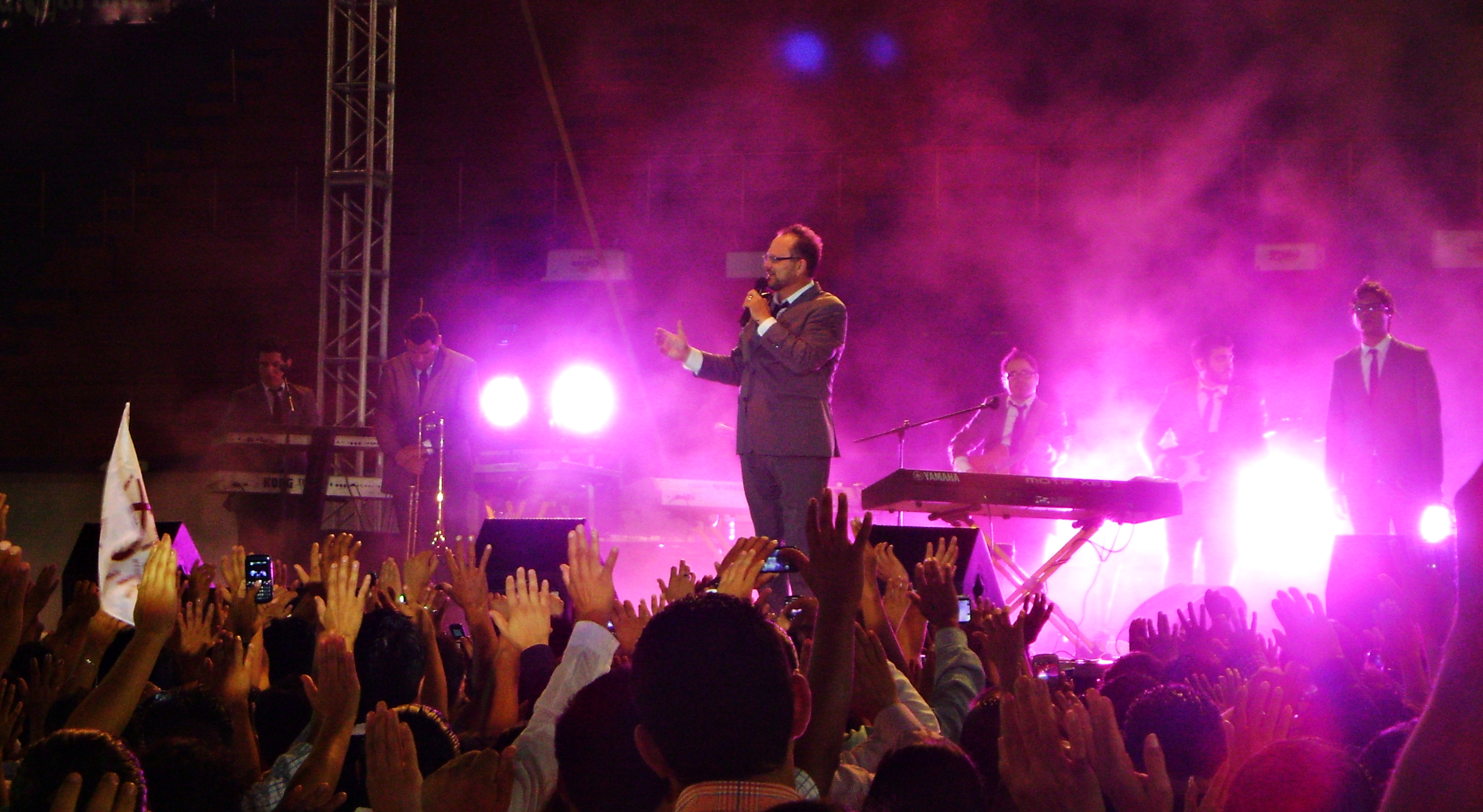
Marcos Witt, cantante y compositor de música cristiana, fue pastor de la Iglesia Lakewood.

- Pastores (del griego poimenas: pastor de ovejas; jéqueomai: líder; epískopo: anciano, presbítero u obispo). También conocido como Ministro en muchas iglesias, es el ministerio más numeroso entre los pentecostales y cumple un rol de liderazgo, al cuidar a los creyentes y atraer a nuevos fieles a la iglesia. Su conducta se supone debe ser intachable de acuerdo con los alineamientos de la iglesia. En algunas iglesias el pastor es la máxima autoridad y quien tiene la última palabra en todas las decisiones; en las iglesias con gobierno presbiterano, los pastores pueden recibir comentarios del cuerpo de ancianos. Normalmente son personas con estudios bíblicos dictados por organizaciones religiosas y a veces poseen calificaciones ministeriales. Los pastores suelen hacer bautizos, predicaciones y visitas a sus feligreses y enfermos.[32]
- Maestros. En algunas iglesias es un ministerio equivalente al de pastor, pero en otras cumplen un rol específico de instrucción bíblica a otros creyentes.[32]

## Ramas del pentecostalismo
El pentecostalismo moderno está conformado por el pentecostalismo histórico, el pentecostalismo clásico, el pentecostalismo unicitario y el movimiento carismático o neopentecostalismo.
- Pentecostalismo histórico. Empezó a fines del siglo XIX y comienzos del siglo XX, principalmente en Estados Unidos, a partir de la agrupación de iglesias protestantes que fueron rechazadas por la importancia que le daban al supuesto don de lenguas.[30] A diferencia de algunos otros grupos pentecostales posteriores, los pentecostalistas históricos creen en la Santísima Trinidad, y desaprueban la homosexualidad y el divorcio.
- Pentecostalismo clásico. Surgió el 1 de enero de 1901 en la ciudad estadounidense de Topeka, Kansas.[36] Sus doctrinas difieren dependiendo de sus organizaciones, pero como los pentecostales históricos, muchas de ellas creen en la doctrina de la Santísima Trinidad. Los pentecostales clásicos son más fundamentalistas, pues son dados al literalismo bíblico, y entre otras cosas, practican la abstinencia al alcohol, el tabaco y otras drogas, consideran que los creyentes tienen autoridad sobre aquello que consideran «demoníaco».
- Pentecostalismo unicitario. Comenzó en 1913, en un campamento a partir del cual se empezó a cuestionar la doctrina de la Santísima Trinidad y se empezó a desarrollar la doctrina del unicitarismo. A partir de aquí, un grupo de iglesias independientes comenzaron a practicar la nueva doctrina del bautismo en agua en el nombre de Jesús.[36] En 1916, crearon la Iglesia Pentecostal Unida, a la que seguirían más tarde numerosas otras nuevas organizaciones. Desaprueban la homosexualidad y el divorcio.
- Movimiento carismático o neopentecostalismo. Surgió en Estados Unidos a fines de los años 1950 a partir de los movimientos religiosos ya existentes, bajo el nombre de «neopentecostalismo». El nombre «movimiento carismático» lo comenzó a utilizar el ministro luterano Harald Bredesen en 1962.[37] Entre sus primeros promotores se encuentran David DuPlessis, ministro de las Asambleas de Dios hasta 1962, y el ministro episcopal Dennis Bennett.[36] Sus esfuerzos están dedicados más a la revitalización y renovación de su liturgia que a la evangelización y la obra misionera. Suelen ser criticados por los movimientos precedentes debido a sus nuevas doctrinas no amparadas en la Biblia, como lo es la búsqueda del dinero y éxito en los negocios, en la denominada teología de la prosperidad.[38] También han sido criticadas sus liturgias, más masivas, livianas y superficiales, similares a programas televisivos de farándula.[38]

## Controversias
Varios grupos cristianos han criticado al movimiento pentecostal y carismático por prestar demasiada atención a las manifestaciones  místicas, como la glosolalia que sería el signo obligatorio de un bautismo del Espíritu Santo para un creyente, las caídas al suelo, los gemidos y gritos, durante los cultos, así como su anti-intelectualismo.
Una doctrina particularmente controvertida es la de la teología de la prosperidad, que se difundió en los años 1970 y 1980 en los Estados Unidos, principalmente por televangelistas pentecostales y carismáticos. Esta doctrina se centra en la enseñanza de la fe cristiana como un medio para enriquecerse financiera y materialmente, a través de una «confesión positiva» y una contribución a los ministerios. Promesas de sanidad divina y  prosperidad están garantizadas a cambio de ciertas cantidades de donaciones. Algunos pastores amenazan a los que no diezman con maldiciones, ataques del demonio y pobreza. Las ofrendas y el diezmo ocupan mucho tiempo en los cultos. Las colectas de ofrendas son múltiples o separadas en varios canastos o sobres con el fine de estimular las contribuciones de los fieles. A menudo asociado con el diezmo obligatorio, esta doctrina a veces se compara con un negocio religioso. En 2012, el Consejo Nacional de los Evangélicos de Francia publicó un documento denunciando esta doctrina, mencionando que la prosperidad sí era posible para un creyente, pero que esta teología llevada al extremo conduce al materialismo y a la idolatría, que no es la propósito del evangelio. Los pastores pentecostales que se adhieren a la teología de la prosperidad han sido criticados por los periodistas por su estilo de vida bling-bling (ropa de lujo, casas grandes, autos de alta gama, avión privado, etc.).
En el pentecostalismo, las derivaciones acompañaron la enseñanza de la curación por la fe. En algunas iglesias, se ha observado el precio de la oración en contra de las promesas de curación.  Algunos  pastores y  evangelistas han sido acusados de reclamar curaciones falsas.  Algunas iglesias, en Estados Unidos o Nigeria, han desaconsejado a sus miembros vacunación o medicina, afirmando que es para los débiles en la fe y que con una confesión positiva, serían inmunes. Las iglesias pentecostales que prohíben el uso de medicina han causado muertes evitables, lo que en ocasiones ha resultado en que los padres sean sentenciados a prisión por la muerte de sus hijos.  Esta posición no es representativa de todas las iglesias evangélicas, como indica el documento "La curación milagrosa" publicado en 2015 por el Consejo Nacional de Evangélicos de Francia, que menciona que la medicina es uno de los dones que Dios dio a los humanos. Las iglesias y ciertas organizaciones evangélicas  humanitarias también participan en programas de salud médica.